# معركة كانور
معركة كانور هي معركة وقعَت في عام 1506 قبالة ميناء كانور في الهند، بين الأسطول الهندي لـزامريون كلكوت [الإنجليزية] والأسطول البرتغالي بقيادة لورينسو دي ألميدا، نجل فيسور ألميدا.

## الوقائع
كان الأسطول الهندي يتكوَّن من حوالي 200 سفينة، مزودة بمدافع صُنعَت بمساعدة إيطاليين من ميلانو، ويديرها طواقم هندوسية وعربية وتركية. انتهت هذه المواجهة بانتصار البرتغاليين. تبع ذلك نجاح برتغالي آخر في حصار كانور (1507) [الإنجليزية]، ولكن بعد ذلك أتت الهزيمة البرتغالية في معركة شاول عام 1508.

## طالِع أيضًا
- الهند البرتغالية